# Humburky
Humburky är en ort i Tjeckien. Den ligger i den centrala delen av landet, 80 km öster om huvudstaden Prag. Humburky ligger 234 meter över havet och antalet invånare är 323.
Terrängen runt Humburky är platt, och sluttar söderut.Runt Humburky är det ganska tätbefolkat, med 52 invånare per kvadratkilometer. Närmaste större samhälle är Nový Bydžov, 2,3 km nordväst om Humburky. Trakten runt Humburky består till största delen av jordbruksmark.